# Calcio Padova 2002-2003
Questa pagina raccoglie i dati riguardanti il Calcio Padova nelle competizioni ufficiali della stagione 2002-03.

## Stagione
Nella stagione 2002-2003 la squadra biancoscudata allenata da Pierluigi Frosio conclude al quinto posto la stagione con 51 punti, qualificandosi per i Play-off. Nella partita di andata contro l'AlbinoLeffe il Padova è sconfitto in casa (1-2), e la vittoria (0-1) al ritorno non basta per raggiungere la finale, perché i bergamaschi si sono piazzati al secondo posto, alle spalle del promosso diretto Treviso.
Dopo aver ottenuto il secondo posto nel girone E di qualificazione, ed aver eliminato nei sedicesimi il Sassuolo, negli ottavi la Lucchese, nei quarti il Treviso, il cammino del Padova nella Coppa Italia di Serie C si arresta nelle semifinali, dove è stata superata (0-3) dalla Pro Patria dopo i calci di rigore, al termine della doppia sfida.
Miglior marcatore di stagione in campionato è stato Ciro Ginestra che firma 21 reti, vincendo la classifica dei marcatori del girone A, ne realizza uno anche nei Play-off e 3 in Coppa Italia. A seguire Succi con 11, Sotgia con 6, Ferronato con 3, Pietranera e Tasso con 2, Centofanti, Cerbone, Pellizzaro, Recchi e Rossetti con 1.

## Rosa
| N. |                      | Ruolo | Calciatore         |
| -- | -------------------- | ----- | ------------------ |
|    | Italia (bandiera)    | P     | Alessio Bandieri   |
|    | Italia (bandiera)    | P     | Roberto Colombo    |
|    | Brasile (bandiera)   | D     | Robert Anderson    |
|    | Italia (bandiera)    | D     | Paolo Antonioli    |
|    | Italia (bandiera)    | D     | Gianfranco Circati |
|    | Italia (bandiera)    | D     | Michele Florindo   |
|    | Italia (bandiera)    | D     | Manuel Marcuz      |
|    | Italia (bandiera)    | D     | Pietro Mariniello  |
|    | Italia (bandiera)    | D     | Alessandro Orlando |
|    | Italia (bandiera)    | D     | Sergio Porrini     |
|    | Italia (bandiera)    | D     | Valeriano Recchi   |
|    | Danimarca (bandiera) | D     | Dan Thomassen      |
|    | Italia (bandiera)    | C     | Andrea Bergamo     |

| N. |                      | Ruolo | Calciatore             |
| -- | -------------------- | ----- | ---------------------- |
|    | Italia (bandiera)    | C     | Felice Centofanti      |
|    | Brasile (bandiera)   | C     | Siumar Ferreira Nazaré |
|    | Italia (bandiera)    | C     | Alessandro Ferronato   |
|    | Danimarca (bandiera) | C     | Thomas Fig             |
|    | Italia (bandiera)    | C     | Emanuele Pellizzaro    |
|    | Italia (bandiera)    | C     | Lorenzo Rossetti       |
|    | Italia (bandiera)    | C     | Mariano Sotgia         |
|    | Italia (bandiera)    | C     | Renzo Tasso            |
|    | Italia (bandiera)    | A     | Raffaele Cerbone       |
|    | Italia (bandiera)    | A     | Ciro Ginestra          |
|    | Italia (bandiera)    | A     | Michele Pietranera     |
|    | Bulgaria (bandiera)  | A     | Ivan Stoilov           |
|    | Italia (bandiera)    | A     | Davide Succi           |

## Risultati

### Serie C1

#### Girone di andata
| Arbitro: | Carlucci (Molfetta) |

|              |           |  |
| A. Villa 27’ | Marcatori |  |

| Arbitro: | Tagliavento (Terni) |

|                        |           |                                    |
| Ginestra 57’ Tasso 69’ | Marcatori | 19’ (rig.), 24’ (rig.), 66’ Myrtaj |

| Arbitro: | P.S. Mazzoleni (Bergamo) |

|                         |           |                                  |
| D. Greco 50’ Varela 79’ | Marcatori | 30’ (rig.) Centofanti 60’ Sotgia |

| Arbitro: | Di Renzo (Ostia Lido) |

|                             |           |  |
| Rossetti 38’ Succi 55’, 80’ | Marcatori |  |

| Arbitro: | Liberti (Genova) |

|                       |           |              |
| Gasparetto 60’ (rig.) | Marcatori | 16’ Ginestra |

| Arbitro: | Ioseffi (Siena) |

|  |           |                |
|  | Marcatori | 32’, 52’ Succi |

| Arbitro: | Herberg (Messina) |

|                                   |           |                             |
| Succi 16’ Ginestra 49’ Sotgia 88’ | Marcatori | 56’ N. Russo 90+2’ Guidetti |

| Arbitro: | Ferraro (Crotone) |

|                                          |           |                                        |
| Rinaldini 47’ Nielsen 86’ Novkovic 90+3’ | Marcatori | 42’ Succi 52’ Ginestra 80’, 82’ Sotgia |

| Arbitro: | Crugliano (Crotone) |

|                            |           |                                          |
| Ginestra 60’ (rig.), 90+4’ | Marcatori | 7’, 37’, 89’ (rig.) Ambrosi 55’ Fialdini |

| Arbitro: | M. Mazzoleni (Bergamo) |

|                 |           |  |
| Monticciolo 69’ | Marcatori |  |

| Arbitro: | Giannoccaro (Lecce) |

|                                                   |           |                       |
| Ginestra 24’ (rig.) Feronato 55’ Pietranera 90+1’ | Marcatori | 14’ Scarpa 83’ Turato |

| Arbitro: | Tonolini (Milano) |

|                                 |           |  |
| Alessi 13’ Pelizzaro 18’ (aut.) | Marcatori |  |

| Arbitro: | Banti (Livorno) |

|                                               |           |                                 |
| Recchi 1’ Ginestra 55’, 59’, 74’ Feronato 85’ | Marcatori | 36’ Giandomenico 84’ Lasalandra |

| Arbitro: | Ferraro (Crotone) |

|               |           |                        |
| Pinamonte 33’ | Marcatori | 72’ Ginestra 83’ Succi |

| Arbitro: | Rocchi (Firenze) |

|                            |           |                                     |
| Succi 2’ Ginestra 39’, 54’ | Marcatori | 4’ Biava 10’ Bonazzi 90+4’ Carobbio |

| Arbitro: | M. Mazzoleni (Bergamo) |

|  |           |           |
|  | Marcatori | 51’ Succi |

| Arbitro: | Orsato (Schio) |

|                                  |           |           |
| Succi 11’ Cerbone 42’ Sotgia 79’ | Marcatori | 44’ Torri |

#### Girone di ritorno
| Arbitro: | Pantana (Macerata) |

|                        |           |                                            |
| Ginestra 27’ Tasso 83’ | Marcatori | 41’ Collacchioni 42’ Cimarelli 70’ Valiani |

| Cesena 12 gennaio 2003 19ª giornata | Cesena                 | 0 – 0 | Padova | Stadio Dino Manuzzi\| Arbitro: \| M. Mazzoleni (Bergamo) \| |
| Arbitro:                            | M. Mazzoleni (Bergamo) |       |        |                                                             |

| Arbitro: | Ciampi (Roma) |

|                |           |  |
| Ginestra 90+1’ | Marcatori |  |

| Arbitro: | Giannoccaro (Lecce) |

|                                           |           |  |
| S. Romano 26’ Salvalaggio 42’ Asara 90+4’ | Marcatori |  |

| Arbitro: | Banti (Livorno) |

|                         |           |             |
| Sotgia 30’ Ginestra 51’ | Marcatori | 55’ Florean |

| Arbitro: | Cenni (Imola) |

|              |           |             |
| Ginestra 67’ | Marcatori | 8’ La Canna |

| Lumezzane 16 febbraio 2003 24ª giornata | Lumezzane        | 0 – 0 | Padova | Nuovo Stadio Comunale\| Arbitro: \| Liberti (Genova) \| |
| Arbitro:                                | Liberti (Genova) |       |        |                                                         |

| Padova 2 marzo 2003 25ª giornata | Padova        | 0 – 0 | Varese | Stadio Euganeo\| Arbitro: \| Lops (Torino) \| |
| Arbitro:                         | Lops (Torino) |       |        |                                               |

| Arbitro: | P.S. Mazzoleni (Bergamo) |

|             |           |              |
| Capuano 81’ | Marcatori | 14’ Ginestra |

| Arbitro: | Banti (Livorno) |

|                |           |  |
| Pellizzaro 25’ | Marcatori |  |

| Arbitro: | Carlucci (Molfetta) |

|           |           |                |
| Zanon 13’ | Marcatori | 50’ Pietranera |

| Arbitro: | Damato (Barletta) |

|  |           |                  |
|  | Marcatori | 4’, 90+2’ Pisano |

| Reggio Emilia 13 aprile 2003 30ª giornata | Reggiana           | 0 – 0 | Padova | Stadio Giglio\| Arbitro: \| Velotto (Grosseto) \| |
| Arbitro:                                  | Velotto (Grosseto) |       |        |                                                   |

| Arbitro: | Herberg (Messina) |

|              |           |  |
| Ginestra 49’ | Marcatori |  |

| Arbitro: | Torella (Roma) |

|             |           |               |
| Bonazzi 30’ | Marcatori | 33’ Ferronato |

| Arbitro: | Ciampi (Roma) |

|           |           |               |
| Succi 31’ | Marcatori | 51’ Carruezzo |

| Arbitro: | Pantana (Macerata) |

|                                       |           |                   |
| Liolidis 8’ De Martin 16’ Stroppa 64’ | Marcatori | 59’, 69’ Ginestra |

### Play-off
| Arbitro: | Rocchi (Firenze) |

|             |           |                            |
| Orlando 54’ | Marcatori | 9’ Regonesi 90+3’ Carobbio |

| Arbitro: | Ferraro (Crotone) |

|  |           |              |
|  | Marcatori | 33’ Ginestra |

### Coppa Italia Serie C

#### Girone E
| Arbitro: | M. Mazzoleni (Bergamo) |

|                                                    |           |                        |
| Mariniello 11’ Succi 63’ Sotgia 66’ Pietranera 75’ | Marcatori | 6’ Di Somma 89’ Pisani |

| Arbitro: | Brunialti (Trento) |

|  |           |               |
|  | Marcatori | 86’ Ferronato |

| Arbitro: | Romeo (Verona) |

|  |           |                |
|  | Marcatori | 38’ Castellano |

| Arbitro: | Zanzi (Lugo di Romagna) |

|                                                                   |           |                        |
| Barbisan 44’ Piperissa 57’, 76’ Pittana 74’ (rig.) Rostellato 87’ | Marcatori | 12’ Succi 35’ Anderson |

| 4 settembre 2002 5ª giornata |  | – Turno di riposo Padova |  |  |

#### Sedicesimi di finale
| Arbitro: | Pierpaoli (Firenze) |

|  |           |             |
|  | Marcatori | 45’ Orlando |

| Arbitro: | Salati (Trento) |

|                          |           |           |
| Ferronato 6’ Cerbone 62’ | Marcatori | 71’ Piola |

#### Ottavi di finale
| Arbitro: | Bernardoni (Modena) |

|                                                          |           |              |
| Cerbone 37’ Ginestra 55’, 74’, 78’ Centofanti 67’ (rig.) | Marcatori | 6’ Romanelli |

| Arbitro: | Pierpaoli (Firenze) |

|           |           |                        |
| Gelsi 28’ | Marcatori | 26’ Succi 45’ Rossetti |

#### Quarti di finale
| Arbitro: | Rocchi (Firenze) |

|                          |           |              |
| Cerbone 48’ Ginestra 76’ | Marcatori | 8’ Reginaldo |

| Arbitro: | Cenni (Imola) |

|                                                          |           |                                    |
| Gallo 10’ (rig.) Chianese 41’ Bellotto 70’ Lorenzini 84’ | Marcatori | 20’ Rossetti 55’, 90+2’ Pietranera |

#### Semifinali
| Arbitro: | Velotto (Grosseto) |

|                |           |  |
| Pietranera 77’ | Marcatori |  |

| Arbitro: | Brunialti (Trento) |

|                                         |                      |                              |
| Corti 9’                                | Marcatori            |                              |
| Karasavvidis Arioli R. Colombo Perfetti | Tiri di rigore 3 – 0 | Cerbone Antonioli Pietranera |